# Никольский (Исаклинский район)
Никольский — посёлок в Исаклинском районе Самарской области в составе сельского поселения Ключи.

## География
Находится на расстоянии примерно 18 километров по прямой на запад от районного центра села Исаклы.

## Население
Постоянное население составляло 2 человека (русские 100 %) в 2002 году, 2 в 2010 году.